# سبرينغفيلد (إلينوي)
سبرينغفيلد (بالإنجليزية: Springfield)‏ هي عاصمة ولاية إلينوي الأمريكية ومقر مقاطعة سانغامون. بلغ عدد سكان المدينة 116,250 حسب تعداد عام 2010 يجعلها سادس أكبر مدينة في الولاية من حيث عدد السكان. وهي أكبر مدينة في وسط إلينوي، وقدر أن عدد سكان المدينة ارتفع في عام 2013 إلى 117,006 نسمة،  ويعيش نحو 211,700 من السكان في منطقة سبرينغفيلد الحضرية الإحصائية، التي تضم مقاطعة سانغامون ومقاطعة مينارد المجاورة.
استقر المستوطنون الأوروبيون في منطقة سبرينغفيلد الحالية في أواخر عقد 1810، في الوقت الذي أصبحت فيه إلينوي ولاية. وكان أبراهام لينكون أشهر أهل المدينة في تاريخها، حيث عاش في سبرينغفيلد من عام 1837 حتى 1861، عندما ذهب إلى البيت الأبيض بعد فوزه بالرئاسة. تشمل المعالم السياحية الرئيسية مواقع متعددة متصلة بلينكولن بما في ذلك مكتبته الرئاسية ومتحفه، ومنزله الذي عاش فيه في تلك الفترة، وقبره في مقبرة أوك ريدج، وبلدة نيو سالم التاريخية، على بعد مسافة قصيرة بالسيارة من المدينة.
تقع المدينة في وادي وسهل بالقرب من نهر سانغامون. وتقع قربها بحيرة سبرينغفيلد، وهي بحيرة اصطناعية كبيرة مملوكة من قبل شركة المياه والطاقة في المدينة (CWLP)، وتزود المدينة بالأنشطة الترفيهية ومياه الشرب. الطقس هو نموذجي إلى حد ما لمواقع خطوط العرض الوسطى، حيث يكون الصيف حارا والشتاء باردا. الطقس في الربيع والصيف يشبه الطقس في معظم مدن الغرب الأوسط؛ وقد تحدث عواصف رعدية شديدة. ضرب الأعاصير منطقة سبرينغفيلد في عامي 1957 و 2006.
المدينة بها شكل مجلس بلديات تحكم بلدية العاصمة. ويقع مقر حكومة ولاية إلينوي في سبرينغفيلد. وتشمل الهيئات الحكومية للولاية جمعية إلينوي العامة ومحكمة إلينوي العليا ومكتب حاكم الولاية. وهناك ثلاث مدارس ثانوية عامة وثلاث مدارس خاصة في سبرينغفيلد. تتم إدارة المدارس الحكومية في سبرينغفيلد من قبل المقاطعة رقم 186. يعتمد اقتصاد سبرينغفيلد على الوظائف الحكومية والمجالات الطبية والتي تمثل نسبة كبيرة من القوى العاملة في المدينة.